# Sudreana
Sudreana is een kevergeslacht uit de familie van de boktorren (Cerambycidae). De wetenschappelijke naam van het geslacht werd voor het eerst geldig gepubliceerd in 2006 door Adlbauer.

## Soorten
Sudreana is monotypisch en omvat slechts de volgende soort:
- Sudreana rugosa Adlbauer, 2006